# Kolmatsch

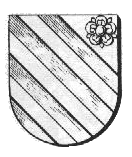
Wappen derer von Kolmatsch

Kolmatsch ist der Name eines ehemaligen Adelsgeschlechts in Thüringen und Niederhessen. Der Name des Geschlechts findet sich in Urkunden und historischen Abhandlungen in vielfachen Variationen: Kolmatz, Kolmetz, Kolmacz, Kolmas, Colmasch,Colmas, Colmast, Colmaz, Colmacz, Colmaez, Kolmetsch, Colmetze, Kolmetze, Kolmitzsch, Colmetsch, Collmetsch,Colmatsch, Kolmatzsch, Calmatzsch, Kolmitz, Colmyczs und Culmitsch. Die Mitglieder des Geschlechts waren Lehnsmannen der Grafen von Henneberg, der Landgrafen von Thüringen und der Landgrafen von Hessen.

## Geschichte
Die Familie stammt wahrscheinlich aus dem ehemaligen Dorf Culmitzsch bei Weida, wo die Familie zum Dienstadel des Klosters Mildenfurth gehörte. Mit dem 1267 als Zeuge in einer Urkunde des Weidaer Vogtes genannten Ritter Heinrich von Colmas (Henricus miles de Colmas) wird das Geschlecht erstmals fassbar. Er war Gefolgsmann Albrechts II. von Meißen, des Landgrafen von Thüringen und Pfalzgrafen von Sachsen, wurde Vogt in Lupnitz bei Eisenach, und trat noch mehrfach als Zeuge in Albrechts Urkunden und zeitweise auch als Minnesänger am landgräflichen Hof in Erscheinung. In der Literatur des 19. Jahrhunderts wurde er noch irrtümlich als elsässischer Ritter aus Colmar angesehen.
Seine Nachkommen wurden im hessisch-thüringischen Grenzgebiet bei Eisenach sesshaft und erwarben dort beachtlichen Besitz. Mit dem landgräflich-hessischen Statthalter in Oberhessen Georg von Kolmatsch († 1562) erreichte das Geschlecht seinen Zenit, erlosch dann aber mit seinem Tod.
Ob die ab dem frühen 14. Jahrhundert als Ministeriale und Lehnsleute der schlesischen Herzöge von Breslau, Falkenberg, Oppeln und Strehlitz bezeugten Ritter von Colmas einen Zweig des gleichen Geschlechts darstellen, ist unklar.

## Namensträger
- Anna von Kolmacz, Nonne im Kloster Cronschwitz
- Burkhard von Kolmatsch, 1446 und 1452 als landgräflich-hessischer Amtmann in Vacha beurkundet
- Burkhardt und Georg von Kolmitz, in Gerstunger Urkunden des 16. Jahrhunderts
- Friedrich von Kolmatz, 1436–1463 Gutsherr in Stedtfeld
- Georg von Kolmatsch († 1562), 1533–1549 landgräflich-hessischer Statthalter in Oberhessen
- Heinrich von Kolmas, Vogt in Lupnitz, Minnesänger
- Helene von Herda, geb. von Colmyczs, Schwester des hessischen Statthalters Georg von Kolmatsch, Ehefrau des Wilhelm von Herda

## Wappen
Ein Siegel aus dem Jahre 1380 zeigt im Schilde drei Schrägrechtsbalken, darüber im rechten oberen Eck eine Rose.